# Dắt
Dắt hay giắt (danh pháp hai phần: Aloidis laevis) là loài thân mềm hai mảnh vỏ thuộc họ Aloididae.
Tại Việt Nam, dắt là một trong những loài nhuyễn thể có sản lượng đánh bắt tự nhiên cao nhất. 
Theo thống kê của Tổng cục Thủy sản (Việt Nam), trong tổng sản lượng khai thác tự nhiên ở biển và ven biển các loài nhuyễn thể ước 300.000 - 350.000 tấn/năm, sản lượng cao nhất là dắt 130.000 - 150.000 tấn/năm so với ngao/nghêu 50.000 - 60.000 tấn/năm và sò huyết 40.000 - 50.000 tấn/năm. Sản lượng dắt được thống kê ở đây có thể bao gồm các loài nhuyễn thể có hình thái tương tự như don.